# Foametea din Kazahstan din 1919–1922
Foametea din Kazahstan din 1919–1922, cunoscută, de asemenea, ca Foametea din Turkestan din 1919–1922, a fost o perioadă de secetă și de foamete care a avut loc în RASS Kirghiză (actualul Kazahstan) și RASS Turkestan ca urmare a politicii comunismului de război, în care au murit între 400.000 și 750.000 de țărani. Acest eveniment a făcut parte din Marea Foamete din Uniunea Sovietică din anii 1921–1922 care a afectat mai multe părți ale URSS și a provocat moartea a aproape 5.000.000 de oameni în total.

## Context
Foametea a fost cauzată de seceta severă produsă în acea regiune și a fost agravată de Războiul Civil Rus și de politica Prodrazviorstka (ce prevedea confiscarea alimentelor la prețuri nominale fixate de stat) adoptată de guvernul sovietic.

## Foametea
În anul 1919 aproximativ jumătate din populația celor două republici autonome sovietice suferea de foame. În plus, epidemiile de tifos și malarie se răspândiseră în întreaga regiune, provocând moartea unei alte părți a populației. Procentul cel mai mare de victime în rândul populației kazahe s-a înregistrat în provinciile Aktiubinsk, Akmola, Kustanai și Ural. Conform estimărilor demografilor, aproximativ 19% din populația regiunii Kazahstan a murit, ceea ce este echivalent cu 400.000 de persoane. Cu toate acestea, Turar Rîskulov, președintele Comitetului Electoral Central al Republicii Autonome Sovietice Socialiste Turkestan, a estimat că „aproximativ o treime din populație trebuie să fi murit”, ceea ce reprezintă cam 750.000 de oameni.

## Ajutor umanitar
Guvernul sovietic a invitat unele organizații internaționale, precum Workers International Relief (anexă a Cominternului), să ofere asistență în combaterea foametei, iar guvernul american a trimis ajutoare umanitare populației kazahe flămânde din 1920 până în 1923, prin intermediul organizației American Relief Administration. Cea mai grea fază a foametei s-a încheiat în 1922, iar anii 1923 și 1924 au reprezentant ani de cotitură în refacerea economiei naționale. Foametea, boala și lipsurile au continuat să se manifeste, cu toate acestea, pe tot parcursul anului 1923 și chiar și în 1924.